# Fête galante
Fête galante (z fr. „wytworna zabawa”) – rodzaj dzieł malarskich przedstawiających sceny wytwornych zabaw i koncertów dworskich, który zyskał popularność w okresie rokoka. 

Antoine Watteau Odjazd z Cytery 1717

Dzieła tego typu powstawały głównie we Francji, a tworzyli je głównie Antoine Watteau, Jean-Baptiste Pater, Jean-François de Troy, Jean-Honoré Fragonard, Nicolas Lancret.